# Ludens
Ludens es una canción de la banda de rock británica Bring Me the Horizon. Fue producido por el vocalista de la banda Oliver Sykes y el tecladista Jordan Fish, fue lanzado como el quinto sencillo de la banda sonora Death Stranding: Timefall y también aparece en el lanzamiento comercial de 2020 del grupo Post Human: Survival Horror. La pista fue lanzada como el primer sencillo del EP el 6 de noviembre de 2019.

## Lanzamiento y promoción
El 1 de octubre de 2019, se reveló que el videojuego Death Stranding obtendría un álbum de banda sonora oficial titulado Death Stranding: Timefall después de que la banda escocesa CHVRCHES lanzara su canción "Death Stranding" como su sencillo principal. Junto con el anuncio del álbum, se reveló la lista de canciones, que incluía "Ludens" de la banda.
El 4 de noviembre, la banda compartió una foto de un dispositivo similar a un disquete con los números 06.11.19 escritos en él, que es el formato británico para el 6 de noviembre de 2019. Al día siguiente, revelaron que "Ludens" estaría en la BBC Radio 1 con Annie Mac en promoción del sencillo.

## Composición y letra
"Ludens" fue escrito por el vocalista principal de la banda Oliver Sykes y el tecladista Jordan Fish, inicialmente para el videojuego Death Stranding y su banda sonora Death Stranding: Timefall, pero también aparece en el lanzamiento comercial de la banda Post Human: Survival Horror. Ludens es el nombre del icono y la mascota de la compañía de Kojima Productions. El lema de Kojima Productions es 'De Sapiens a Ludens'. La palabra latina 'Ludens' se refiere simultáneamente al juego y la práctica. Más aún, el personaje del juego Die-Hardman usa una máscara de calavera de carbono con el texto de Ludens en la frente. Sin embargo, el personaje no está presente en Death Stranding. Cuando se le preguntó sobre la identidad de la mascota, Hideo Kojima respondió:

Esos son todos, somos nosotros, son los usuarios, cada uno de nosotros lleva esa máscara de calavera.

Sykes ha declarado que musicalmente la canción se inspiró en la película de 1999 The Matrix y el nu metal y el metal industrial que aparecía en su banda sonora oficial. Según Sykes, la letra de la canción se centra en la raza humana y su capacidad de adaptación al mismo tiempo que se vincula con los temas de Death Stranding. La letra de la canción se inspiró en parte en la activista ambiental Greta Thunberg, mientras que líricamente, también es una canción política, como Sykes le dijo a NME:

No quiero parecer un hipócrita. Nuestra música siempre ha tratado sobre las emociones humanas y la condición humana. Nunca intenté hablar de cómo es el mundo. Solo he estado pensando en cómo puedo empezar a hablar de eso. No soy una persona con carga política. No quiero ser No quiero hablar de política y no quiero cantar sobre política, pero si estás hablando de temas ambientales, no puedes hablar de uno sin el otro. Simplemente se sintió como una excelente manera de comenzar a hablar de eso. Utiliza citas del juego [Death Stranding] y esas cosas, pero me refiero al panorama general. Necesitamos ser nuestros propios héroes. Necesitamos una nueva forma de ver las cosas. Greta Thunberg nos ha demostrado que es una locura, pero este niño ha demostrado que podemos ser nuestros propios líderes. No necesitamos esperar a estas otras personas. Pasa por los movimientos de lo que está mal en el mundo y lo que podemos hacer para solucionarlo.

Los lanzamientos físicos de Post Human: Survival Horror tienen una letra diferente en el segundo verso de la canción. Esta versión alternativa de la canción reemplaza la línea "los nombres pueden cavar tantas tumbas, no sabrás dónde pararte" con la línea más gráfica y potencialmente controvertida "los nombres me harán volar los sesos a todos los niños de la clase". La versión digital de la canción disponible en los servicios de transmisión y los minoristas en línea contiene la línea original.

## Video musical
El video musical de "Ludens" fue lanzado el mismo día en que se transmitió el sencillo. Dirigida por el propio Sykes, presenta a la banda tocando para una multitud relativamente pequeña mientras hacen música y protestan, con imágenes del videojuego en el que se basa la canción, que es Death Stranding, que se muestra a lo largo del video. En el video detrás de escena del video musical de la canción.
En octubre de 2020, la canción tiene más de 20 millones de visitas en YouTube.